# Jan Vild
Jan Vild (* 26. září 1968) je český podnikatel a bývalý československý politik, po sametové revoluci poslanec Sněmovny národů Federálního shromáždění za Občanské fórum, později za Občanské hnutí. Po revoluci začal podnikat a založil společnost BTL, která se stala jedním z největších světových výrobců zdravotnické techniky.

## Biografie
Koncem 80. let byl aktivní ve studentském hnutí na Právnické fakultě Univerzity Karlovy. V listopadu 1989 se zapojil do průběhu sametové revoluce. Patřil mezi hlavní postavy studentského stávkového hnutí. Ve volbách roku 1990 pak zasedl do české části Sněmovny národů Federálního shromáždění (volební obvod Praha) za Občanské fórum, respektive za skupinu Studentský parlament. Po rozkladu OF v roce 1991 přešel do poslaneckého klubu Občanského hnutí. Ve Federálním shromáždění setrval do voleb roku 1992.

## Podnikání
V roce 1993 založil společnost BTL, která se stala jedním z největších světových výrobců zdravotnické techniky. Hlavní segmenty BTL zahrnují fyzioterapii, kardiologii a estetickou medicínu. Zaměstnává přes 3 500 lidí, prodává do 80 zemí světa a tržby v roce 2023 činily 15,5 miliardy Kč. Ve firmě se již od jejího založení angažuje Tomáš Drbal, jenž zde působí jako technický ředitel.
Zpravodajský web Seznam Zprávy zařadil v roce 2023 společnost BTL na 24. místo v žebříčku 100 nejhodnotnějších českých firem, jenž byl vypracován ve spolupráci s Deloitte ČR pod záštitou premiéra, s odhadovanou hodnotou 18 miliard Kč.

## Covid-19
Během pandemie covidu-19 věnoval českým nemocnicím prostřednictvím své firmy plicní ventilátory v hodnotě 30 milionů Kč. Firma vedle toho poslala zdarma desítky přístrojů také zdravotnickým zařízením v Rumunsku a Bulharsku, kde má jednu ze svých výroben.
Vedle toho daroval českým zdravotníkům sto tisíc respirátorů třídy FFP2. A dalších pětadvacet tisíc kusů poslal před Vánoci v rámci projektu Ježíškova vnoučata do domovů pro seniory.